# Adolf Venator
Adolf Venator of Adolphus de Jager, ook Tectander genoemd (Duisburg, ca. 1569 of 1577 - Alkmaar, 28 november 1618), was sinds 1592 predikant in Alkmaar. Venator had een humanistische opleiding genoten en probeerde de klassieke oudheid en de Bijbel met elkaar te verenigen. Hij had een rijkelijk deel in de kerkelijke beroerten van zijn tijd. Zijn leven en leer leidde gedurende het Twaalfjarig Bestand tot twisten. Door zijn strijd met voornamelijk Hillenius werd Venator een hoofdrolspeler in het Alkmaarse kerkgeschil dat in de Nederlandse kerkgeschiedenis een zekere bekendheid heeft verkregen.
Venator  had ooit beweerd dat men zelf mag bepalen hoeveel tijd men aan het gebed besteedt, en dat men niet afgerekend zal worden op het aantal woorden. Hij sprak meestal niet van Christus, maar van Jezus van Nazareth.

## Biografie

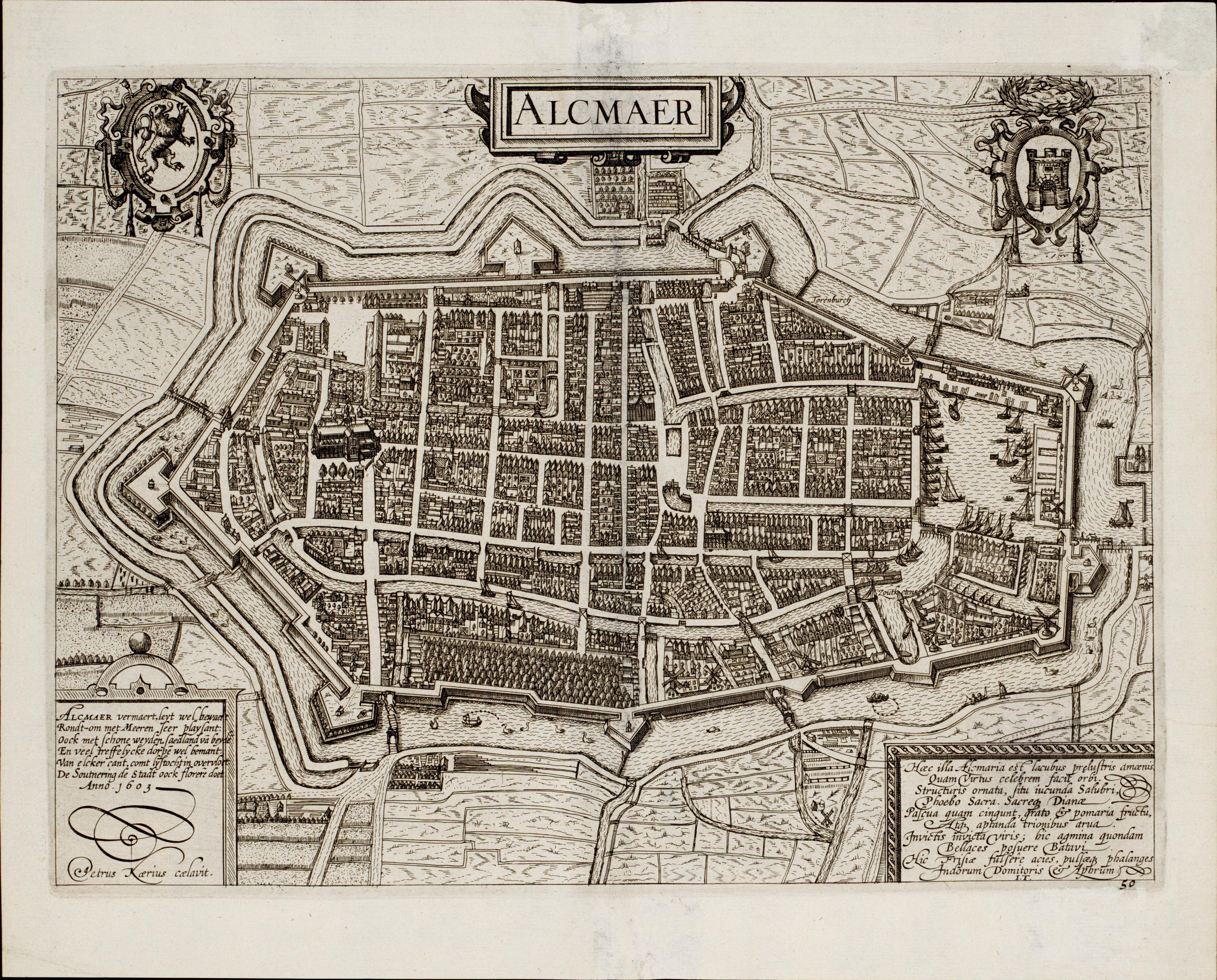
Kaart van Alkmaar in 1603

Venator kwam in 1586 naar de Nederlanden met zijn broer Johannes, die op uitnodiging van Maria van Nassau predikant werd te 's-Heerenberg en in 1592 te Nijmegen. Enige tijd was hij leraar bij Gerhard Voeth, kanselier van Gelderland. Nadat hij in Duitsland een theologische studie had voltooid  (juli 1597), dwong een pestepidemie hem Herborn te verlaten. Hij voegde zich daarop bij zijn broer te Nijmegen. Daar werd Venator ontdekt door enkele Alkmaarse afgevaardigden, die een predikant zochten maar op twee weigeringen waren gestuit. In Alkmaar werd hij de collega van Cornelis Hillenius en de oude Pieter Cornelis. Hij kwam als proponent naar Alkmaar op 26 oktober 1597.
In 1599 - zijn broer was toen juist aan de pest overleden - weigerde hij om tijdens een pestepidemie ziekenbezoek te doen. Hillenius maakte hiertegen bezwaar, maar de burgemeesters kwamen tussenbeide en stelden een ziekenbezoeker aan. Er bleef een gespannen verhouding tot Hillenius, die voortdurend kritiek oefende op Venators preken. Er is een duidelijk verschil tussen de uit de Zuidelijke Nederlanden afkomstige rechtlijnig-calvinistische predikant en de humanistisch gevormde Venator, die zich op 
Griekse teksten baseerde en citaten uit Coornhert en Erasmus gebruikte. Daarnaast was er kritiek op de levensstijl van Venator, die zich o.a. bezighield met toneel.

## Schooldrama

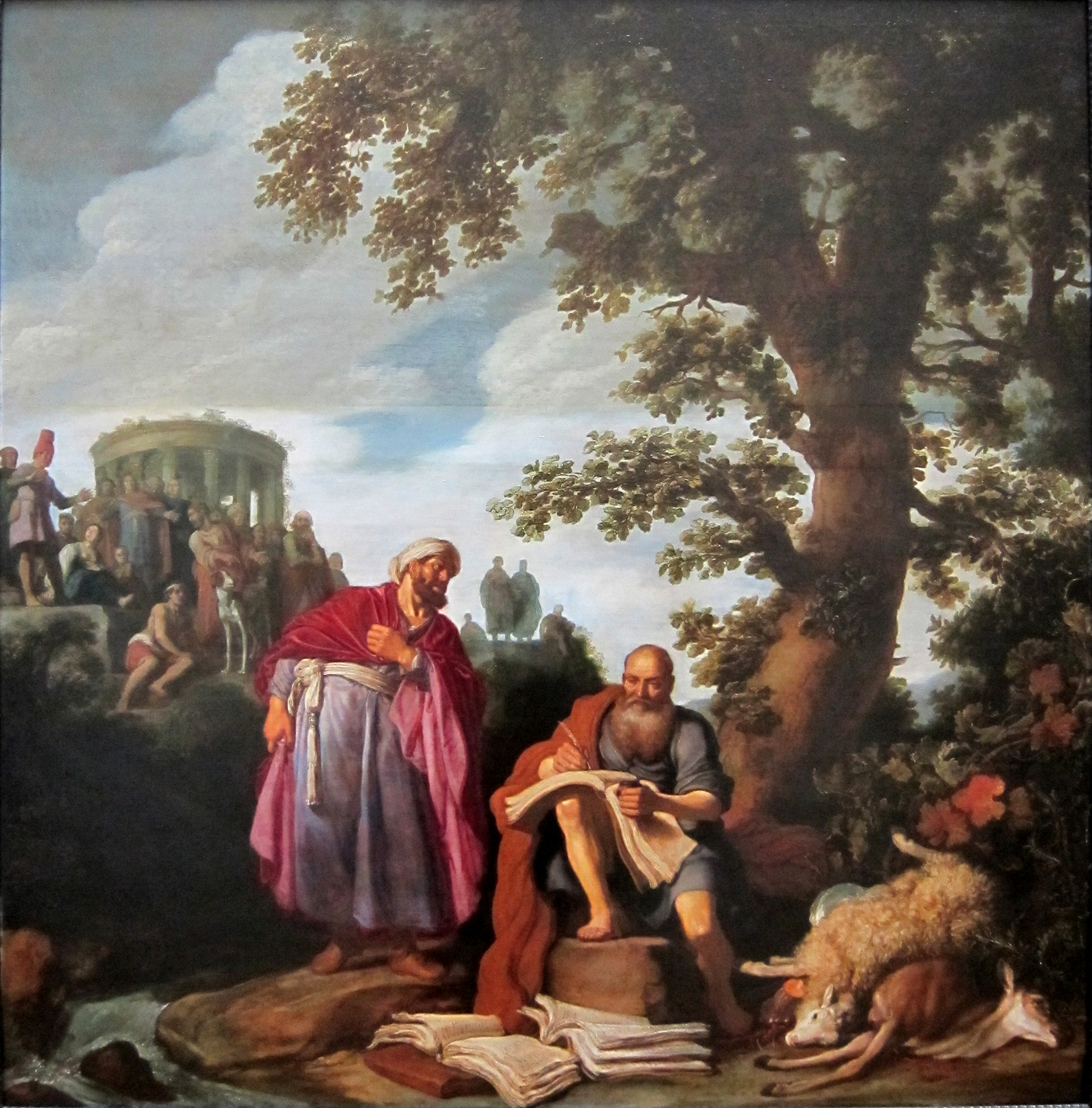
Hippocrates en Democritus door Pieter Lastman

Als bijverdienste gaf Venator sinds 1602 les in Latijn en kreeg steeds meer, ook interne leerlingen. Venator schreef in 1603 een Nederlands schooldrama Reden-Vreucht der Wijsen, opgedragen aan Jan Nachtegael op een thema ontleend aan de brieven van Hippocrates van Kos,  de 'vader' van de Westerse geneeskunde die als eerste natuurlijke in plaats van bovennatuurlijke oorzaken voor ziekten zag en de wereldbeschouwing van Demokritos. 

"De stad Abdera zendt een brief aan Hippocrates, om hem te smeeken toch over te komen, omdat de groote wijsgeer Democritus, de trots der geheele stad, krankzinnig is geworden. Want hij lacht om alles. Hippocrates besluit te gaan; aan één zijner vrienden vraagt hij een schip te leen, een ander verzoekt hij, allerlei medicinale kruiden aan hem af te staan, en aan één zijner leerlingen draagt hij op, gedurende zijne afwezigheid zijne zaken te behartigen. Dat alles per brief. Dan beschrijft hij de wanhoop der bewoners van Abdera en zijne gesprekken met Democritus, dien hij ten slotte niet krankzinnig vindt, maar daarentegen buitengewoon verstandig."

Dit was een antwoord op de vervolging, waaraan hij blootstond, omdat hij Andria  (Het meisje van Andros)  van Terentius, in 1476 bewerkt als semi-autobiografische komedie door Niccolò Machiavelli, door zijn leerlingen in zijn huis had laten opvoeren, met muziek en in Romeinse kleding. Nu moest hij zich ook nog voor de Synode verantwoorden over het eerste Nederlandse schooldrama.
- Biografisch Portaal: 66146073
- Digitale Bibliotheek voor de Nederlandse Letteren: vena001
- Gemeinsame Normdatei: 13880740X
- Nederlandse Thesaurus van Auteursnamen: 068761953
- Istituto Centrale per il Catalogo Unico: BVEV138625
- Virtual International Authority File: 95431401
- WorldCat: E39PBJvd4989JPcpvtFJ9KM773